# Молох (повесть)
«Молох» — повесть Александра Куприна, опубликованная в 1896 году.

## История создания и публикации
Повесть «Молох» была опубликована в 1896 году в журнале «Русское богатство», в 12-м номере за 1896 год.
В основу повести легли личные впечатления и наблюдения писателя, сделанные им во время работы корреспондентом от киевских газет на Донбассе, где он изучал деятельность железоделательных и лесопрокатных заводов, на одном из которых даже несколько месяцев проработал заведующим учётом кузницы и столярной мастерской. По итогам этой командировки в газете «Киевлянин» вышли его очерки «Рельсопрокатный завод» и «Юзовский завод». При написании повести «Молох» Куприн использовал свои прежние записи, вставляя их туда иногда целиком. Так, часть очерка «Юзовский завод» вошла в состав пятой главы в качестве описания завода. Кроме того, писатель при работе значительно отклонился от первоначального замысла, и последняя глава повести изначально была куда более острой. Куприн переписал её, согласовывая изменения по переписке с писателем и критиком Николаем Михайловским. По замыслу Куприна, последняя глава должна была содержать описание бунта рабочих, а также взрыв котлов, который должен был произвести Бобров, но из-за цензурных соображений изъял эти описания из «Молоха».
Даже после того, как повесть была опубликована, Куприн продолжил работать над ней. В 1903 году она с существенными изменениями была напечатана в сборнике «Рассказы» (Книгоиздательское товарищество «Знание»), также её неполный вариант был опубликован в том же году в ростовском издательстве «Донская речь». По сравнению с первой публикацией в тексте из «Рассказов» появилась сцена, в которой Квашнин утверждает, что пустыми обещаниями рабочим можно погасить любое их возмущение, а также было убрано эмоциональное обращение Боброва к котлам. Видимо, последняя сцена предваряла изъятый ранее из последней главы эпизод со взрывом котлов. Куприн заменил её небольшим отрывком с описанием бунта рабочих. Также исчез отрывок, рассказывающий о матери Боброва.
Куприн не вносил существенных изменений в повесть, ограничившись лишь мелкими стилистическими исправлениями, при подготовке собрания собственных сочинений в «Издательстве товарищества А. Ф. Маркс».

## Сюжет
Андрей Ильич Бобров, невысокий, худой человек с неприметной внешностью, страдает бессонницей из-за попыток преодолеть пристрастие к морфию. В семь часов утра он отправляется на завод, где работает инженером. К своей работе Бобров испытывает отвращение, заняться изучением инженерного дела его заставила мать. Он сострадает рабочим на заводе, которые губят свою жизнь ради небольшого шага в прогрессе человечества.
На заводе он пересекается с коллегой Станиславом Ксаверьевичем Свежевским, которого недолюбливает. Тот сообщает ему о скором прибытии на предприятие одного из его владельцев — миллионера Василия Терентьевича Квашнина. После работы Бобров гостит у семьи Зиненко, заведующего заводским складом. К ним он ходит, так как испытывает влечение к Нине, одной из пяти дочерей в семье и единственной привлекательной среди них. Боброва вместе с тем раздражает ограниченность членов семьи, шаблонность их разговоров и суждений, что он отчасти находит и в Нине. Он размышляет о том, любит ли её нет, обретёт ли семейное счастье с ней. Затем заходит разговор о приезде Квашнина, Анна Афанасьевна, мать семейства, упоминает о его трёхстах тысячах ежегодного дохода, что впечатляет всех членов семьи, в том числе и Нину. Мать мечтает пригласить миллионера в гости, чтобы тот заприметил кого-нибудь из её дочерей в качестве невесты. Все так взволнованы, что не замечают ухода рассерженного Боброва.
Дома он застаёт своего друга — заводского доктора Гольдберга, с которым любит поспорить. На этот раз они дискутируют о смысле работы Боброва — тот считает свой труд бессмысленным и бесполезным. Он также на основе статистики делает вывод, что завод на котором он работает, пожирает за двое суток одного человека, проводя параллель с легендой о древнем боге Молохе:
Давно известно, что работа в рудниках, шахтах, на металлических заводах и на больших фабриках сокращает жизнь рабочего приблизительно на целую четверть. Я не говорю уже о несчастных случаях или непосильном труде. Вам, как врачу, гораздо лучше моего известно, какой процент приходится на долю сифилиса, пьянства и чудовищных условий прозябания в этих проклятых бараках и землянках… Постойте, доктор, прежде чем возражать, вспомните, много ли вы видели на фабриках рабочих старее сорока — сорока пяти лет? Я положительно не встречал. Иными словами, это значит, что рабочий отдаёт предпринимателю три месяца своей жизни в год, неделю — в месяц или, короче, шесть часов в день… Теперь слушайте дальше… У нас, при шести домнах, будет занято до тридцати тысяч человек, — царю Борису, верно, и не снились такие цифры! Тридцать тысяч человек, которые все вместе, так сказать, сжигают в сутки сто восемьдесят тысяч часов своей собственной жизни, то есть семь с половиной тысяч дней, то есть, наконец, сколько же это будет лет? ... Двое суток работы пожирают целого человека. Чёрт возьми! Вы помните из Библии, что какие-то там ассирияне или моавитяне приносили своим богам человеческие жертвы? Но ведь эти медные господа, Молох и Дагон, покраснели бы от стыда и от обиды перед теми цифрами, что я сейчас привёл…
Гольдбергу удаётся всё-таки успокоить своего друга и уложить его спать. На следующее утро на заводе происходит торжественная встреча прибывшего для открытия новой доменной печи Квашнина. Там Бобров к свою неудовольствию замечает прибывшую в полном составе семью Зиненко. Он остаётся наедине с Ниной, но вновь не осмеливается признаться в любви. Он упрекает её в двойственности, когда зачастую из тонкой и чувствительной девушки, она превращается в провинциальную даму с шаблонными фразами и поведением. Нина в ответ кокетничает с ним, говорит то, что хочет услышать собеседник. Квашнин же по приезде замечает Нину, которая глядит на него, как и большинство присутствующих, с неким подобострастием.
Через несколько дней происходит торжественная закладка новой доменной печи. Все удаляются на торжественный обед, а Бобров остаётся среди котлов и наблюдает за кочегарами, которые, как ему кажется, кормят огромное ненасытное чудовище. В шутку, но с серьёзным голосом и мрачным взглядом, он говорит Гольдбергу, что для того, чтобы погубить этого Молоха достаточно пустить в раскалённый котёл воды, от чего тот взорвётся.
Квашнин же начинает охаживать семейство Зиненко, осыпая их подарками. К ним в дом также начинает наведываться и карьерист Свежевский, которого Квашнин тем не менее терпит. Бобров узнаёт об ухаживаниях Квашнина за Ниной. Он продолжает чувствовать влечение к ней, но его смущает присутствие Квашнина. Несмотря на это, Бобров принимает приглашение Нины поехать на роскошный пикник, организованный Квашниным. У украшенного поезда, который должен доставить гостей от вокзала к месту пикника, собирается множество семей рабочих, пришедших попросить у большого начальника помощи в утеплении их жилищ. Квашнин отделывается повелением привезти к их жилищам груды кирпичей.
Бобров понимает, что мать Нины не приветствует их отношения, так как девушка начинает игнорировать его. Он хочет выяснить с ней отношения, для чего и едет на этот пикник, который напоминает скорее роскошный бал со специально выстроенным для него павильоном. Бобров остаётся наедине с Ниной, но её вскоре уводит мать, повелевая дочери пригласить Квашнина на танец. Бобров напивается с Гольдбергом и Андреа, иностранным инженером. Квашнин произносит торжественную речь, объявляя о помолвке Нины и Свежевского, которому в качестве свадебного подарка он выделил высокий пост в управлении в Петербурге. Андреа, заметив бледность Боброва, произносит ироничный тост в честь назначения Свежевского.
Но тут внезапно сообщают о бунте на заводе. Бобров спешит туда, потом на некоторое время теряет сознание от кинутого в него камня. Очнувшись, он бродит по пустому заводу и не может вспомнить, что он должен сделать. Бобров начинает закидывать уголь в две топки, но от непривычного труда вскоре утомляется. Он не делает последнего движения, которое могло бы взорвать котлы.
Утром Бобров появляется в заводской больнице в ужасном виде, он уговаривает Гольдберга дать ему морфия, после чего засыпает на диване.

## Критика
«Молох» получил достаточное количество отзывов от критиков. Рецензент из газеты «Жизнь и искусство» обнаружил в повести протест против всего направления современной цивилизации и поклонения золотому тельцу, а в образе Квашнина — того самого Молоха, пожирающего всё на своём пути. Критик Александр Скабичевский отмечал ум и гуманизм главного героя повести вместе с его нервозным бессилием и трусливостью, способного лишь проклинать новую действительность и отрицать прогресс вообще. Он причислял Боброва к типичным главным героям русской литературы и беллетристики своего времени:
Куда бы вы ни взглянули в современной нам беллетристике писатели самых разнородных школ и направлений, старые и молодые, все подряд рисуют нам один и тот же тип бесхарактерного неврастеника и безвольного психопата. А порою и совсем мономана, как главного героя нашего прекрасного времени
Критик Юрий Веселовский выделял проявившийся талант Куприна не только в описании душевных страданий и мук Боброва, но и в достоверном описании заводской жизни и происходящих вокруг неё событий, что, по мнению автора, свидетельствует о том, что Куприн лично наблюдал все описанные в «Молохе» реалии. Он причислил эту повесть наряду с рассказами «Дознание» и «В цирке» к лучшим произведениям писателя.